# Andesflamingo
Andesflamingo (latin: Phoenicopterus andinus) er en fugleart, der lever i Andesbjergene - fra Peru til Argentina.